# ایونینگ استاندارد
ایوْنینگ استاندارد (به انگلیسی: Evening Standard) روزنامه‌ای محلی و رایگان است که روزهای دوشنبه تا جمعه چاپ و عصرها در لندن پخش می‌شود. سردبیر آن جورج آزبورن، نمایندهٔ محافظه‌کار پیشین پارلمان بریتانیا و رئیس سابق خزانه‌داری بریتانیا است.

صفحه نخست ایونینگ استاندارد ۱۹ مارس ۲۰۲۰

این روزنامه ۱۸۰ سال به بهای روی جلد فروخته می‌شد، اما از اکتبر ۲۰۰۹ که الکساندر لبدف روس مالک آن شد، با تیراژ دو برابر (۸۶۰ هزار نسخه) به صورت رایگان توزیع می‌شود و از راه تبلیغات کسب درآمد می‌کند. در سال ۲۰۱۹ سلطان محمد ابوالجدایل، بانکدار اهل عربستان سعودی ۳۰ درصد سهام روزنامه را به قیمت ۲۵ میلیون پوند خرید.